# Asunción Lozano Salmerón
Asunción Lozano Salmerón (Gorafe, Granada, 1967) es una artista multidisciplinar y profesora universitaria española. Se licenció y doctoró en Bellas artes por la Universidad de Granada, institución en la que es profesora desde 1995.

## Biografía
Es una de las artistas españolas que empieza a realizar su obra desde una perspectiva de género, que no se había dado en el contexto nacional, una de las artistas contemporáneas andaluzas más destacadas. y con más proyección dentro del panorama artístico de inicios del siglo xxi. En su creación artística usa la pintura, la escultura, la instalación, la fotografía o el video.
En 1993 recibe una beca de creación artística del programa europeo Art-Exchange para Cracovia. En 1997 recibe el accésit del XIII Premio de pintura L'Oréal. Entre sus exposiciones se pueden nombrar Arquitecturas de papel (1998-1999) en la Sala Rekalde de la Diputación Foral de Vizcaya, Vigías en MECA Mediterráneo Centro Artístico de Almería (2009), Idéntica, similar, parecida, igual en el Centro Damián Bayón de Granada (2011), o Todos, ninguno... en el Archivo Histórico Provincial de Jaén.
Además ha expuesto en la Sala Centro de la Universidad de Jaén o el Nowohuckie Centrum Kultury de Cracovia. También ha participado en exposiciones colectivas como Territorio Sur (2014), Ars Visibilis III. Arte Contemporáneo de Mujeres Artistas (2016), Acordes III (2016), o El arte es el modelo. Colección de Arte Contemporáneo de la Universidad de Granada (2016).